# 海南博鳌乐城国际医疗旅游先行区
海南博鳌乐城国际医疗旅游先行区又稱博鳌乐城国际医疗旅游先行区、博鳌乐城先行区，是位於中華人民共和國海南省琼海市萬泉河兩岸的一個医疗技术服务产业區和医疗旅游區，规划范围为西北至东环铁路，东南至乐城岛，总面积20.9平方公里，用地建筑规模约297万平方米，2013年2月28日正式设立。中華人民共和國國務院允許博鳌乐城先行区實行九条優惠政策（国九条），這些措施包括进口、使用尚未在中華人民共和國注册审批的新药、药械与设备等政策。2019年8月，海南博鳌乐城国际医疗旅游先行区的管理機構海南博鳌乐城国际医疗旅游先行区管理局成立，該機構隸屬於海南省人民政府。同年，《关于支持建设博鳌乐城国际医疗旅游先行区的实施方案》發佈，該方案鼓勵先行区內設立公立医院、进口药品可以带出先行区使用等措施。

## 外部連結
- 官方网站